# Noodhamer

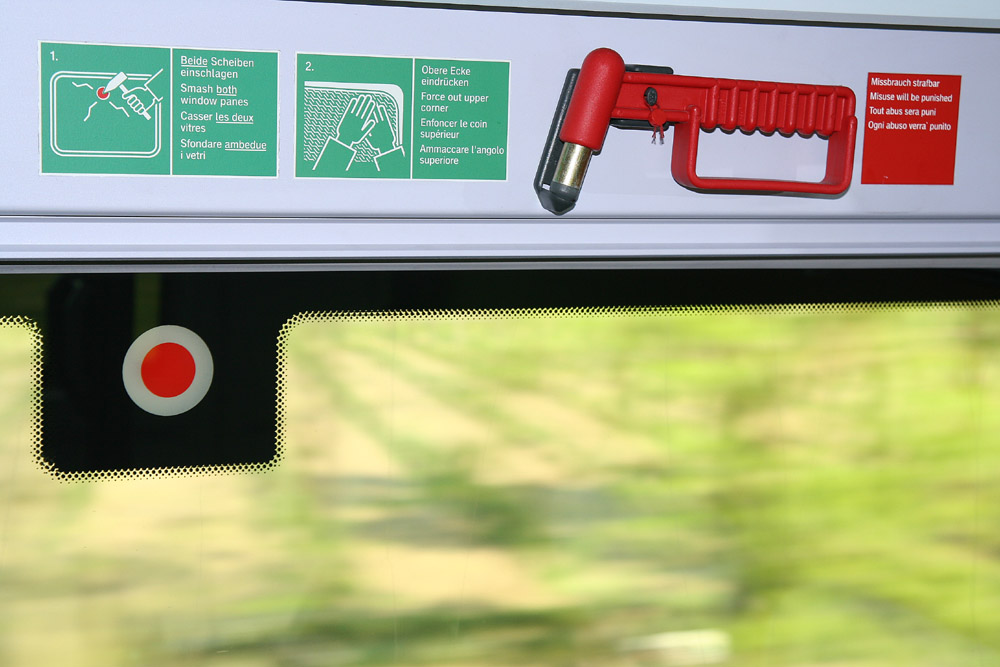
Een noodhamer in een trein

Een noodhamer of veiligheidshamer is een hamer met een scherpe punt, bedoeld om zo nodig de ruit van een voertuig te kunnen inslaan, om op die manier na een ongeval uit het voertuig te kunnen ontsnappen. Dat kan urgent zijn als het voertuig te water is geraakt of bij brand na een aanrijding. Na een ongeluk kan de elektrische raambediening namelijk weigeren. Een autobus of trein heeft meestal geen ramen die open kunnen.
De noodhamer heeft meestal een opvallende felle kleur. Behalve de meer klassieke hamer waarmee daadwerkelijk moet worden geslagen, zijn er ook modellen met een springveermechanisme die tegen de ruit moeten worden geplaatst. Een noodhamer die bestemd is voor een personenauto heeft vaak ook een mes om de autogordels te kunnen doorsnijden. Bij gebruik in de auto is het van belang om het glas in de hoek van een zijruit te breken, op die plaats is de kans op succes het grootst. De voor- en achterruit zijn minder geschikt, omdat deze ramen extra sterk zijn. Als alternatief kan de hoofdsteun uit de leuning van de stoel of achterbank worden gehaald en de ruit met de metalen buizen die aan de onderkant van deze hoofdsteun zitten worden kapotgeslagen. Dit is handig als de noodhamer is kwijtgeraakt of als deze in de kofferbak van de auto ligt.
In bussen., trams, metro's of treinen hangen de noodhamers op bepaalde plaatsen boven de stoelen, zodat passagiers deze bij een ongeluk makkelijk kunnen pakken en de ruiten kunnen stukslaan om uit het voertuig te kunnen ontsnappen.

## Geschiedenis
In 1983 is de eerste noodhamer ontwikkeld door Helmut Lechner. Deze bedacht de noodhamer, nadat hij zichzelf tijdens een auto-ongeluk niet kon bevrijden. Hij richtte in dat jaar het bedrijf Lifehammer op, nadat de TÜV het product goedkeurde. Nadat in 1989 Helmut Lechner in Nederland op een beurs stond om zijn product te promoten, werd het ontdekt door Novem International, die samen met Helmut Lechner de noodhamer internationaal bekend maakten. Sindsdien zijn er verschillende soorten noodhamers op de markt, ook van andere bedrijven.